# Emigrate
Pour le premier album homonyme publié par le groupe, voir Emigrate (album).
Emigrate est un groupe européen de metal industriel, basé à New York, aux États-Unis. Il est formé en 2007 par Richard Zven Kruspe, guitariste du groupe Rammstein.

## Historique
Le groupe est composé de cinq musiciens venant de Rammstein, Combichrist, Clawfinger. L'idée de ce groupe a germé dans l'esprit de Richard Zven Kruspe après la période Mutter de Rammstein, à la suite de nombreuses tensions dans le groupe et aussi pour canaliser son énergie créative - la cause des tensions dans Rammstein. Il commence réellement à enregistrer des démos en 2005 pendant la tournée Reise, reise de Rammstein.
Le 5 septembre 2006 Richard met en ligne un extrait de Wake Up pour faire découvrir à quoi va ressembler sa musique. Fin octobre 2006 ce sont les extraits de My World, Babe et Temptation qui sont mis en ligne. Plus tard on apprend que l'album est prévu pour le 31 août 2007 et s'intitule Emigrate. Le single My World sort en juin de la même année et le clip de New York City sort le 20 septembre 2007. En 2008, Richard Zven Kruspe met en pause son groupe pour se consacrer entièrement à la création du sixième album de Rammstein, Liebe ist für alle da.
Vers la fin d'année 2012, les rumeurs se font de plus en plus grandes sur l'écriture d'un nouvel album. Richard Kruspe confirme cette information au début de 2013 et annonce par la même occasion l'arrivée de Mikko Sirén à la place de Joe Letz au poste de batteur. En février 2014, Richard annonce sur sa page Facebook que le mixage d'un nouvel album était en cours à Hollywood avec Ben Grosse. Depuis mars nous savons que le mixage est terminé ; une sortie est à prévoir pour l'été 2014. En juillet 2014, Richard annonce que le nouvel album s'intitulerait Silent So Long. Un teaser et une chaîne YouTube officielle d'Emigrate sont créés à l'occasion. Le premier single, intitulé Eat You Alive, créé en collaboration avec Frank Dellé, est d'ailleurs annoncé pour le 3 octobre 2014. Silent So Long est publié le 17 octobre 2014,. Emigrate propose un album assez différent du premier, avec plusieurs featurings comme Marilyn Manson, Frank Dellé (Seeed), Margaux Bossieux, Peaches, Lemmy Kilmister (Motörhead) ou encore Jonathan Davis (Korn).
Au début de 2015, Emigrate annonce une suite à Silent So Long, intitulée Silent So Long II. Le 8 octobre 2018, Emigrate sort le clip et le single de "1234" et annonce l' album "One Millions Degrees". L' album sort le 30 novembre 2018 et ressort 2 autres singles des chansons "War" et "You Are So Beautiful" dont cette dernière aura également un clip de la version acoustique. Musicalement, l' album est plus Pop Rock que métal comme les deux premiers albums, également avec des featurings avec Benjamin Kowalewicz (Billy Talent), sa bassiste Margaux Bossieux , cardinal copia (Ghost), et Till Lindemann (Rammstein).
Après avoir sorti le septième album de Rammstein, Richard publie sur instagram des photos de compositions pour un quatrième album, et en 2020, Sky Van Hoff poste sur son Instagram des photos de l' enregistrement de l' album, il est également à noter que le batteur n' est pas Joe Letz, mais Jens Dreesen, un batteur qui a déjà travaillé avec de différents artistes et dans tous genres de musiques. Et le 8 Aout 2021 Richard annonce sur ses réseaux sociaux que l' album arrivera bientôt. 
Le 24 aout 2021, Emigrate publie un trailer pour la chanson "Freeze My Mind" qui sortira le 27 aout 2021. Et par la même occasion, il annonce un nouveau claviériste; Andrea Marino, un ami de Khira Li Lindemann, la fille de Richard.
Le 12 septembre, Emigrate annonce la précommande du nouvel album "Persistance Of Memory" pour le 24 septembre 2021, et sortira également le deuxième single nommé "You Can' t Run Away" le même jour. La sortie de l' album est prévue au début pour le 5 novembre 2021, pour finalement être repousée au 12 novembre 2021. La tracklist est également dévoilée le même jour, et elle ne contiendra que 9 titres, une première alors que tous les albums de Rammstein et Emigrate en comportaient 11. La chanson "Always On My Mind" sera une reprise d' une ballade écrite par Mark James, Wayne Thompson et John Christopher Jr. Elle est connue surtout car elle a été reprise de nombreuses fois, notamment par Elvis Presley. Richard la chantera en duo avec Till Lindemann (Rammstein), La chanson sortira le 15 octobre 2021.

## Membres

### Membres actuels
- Richard Z. Kruspe – chant, guitare solo (depuis 2005)
- Arnaud Giroux – guitare rythmique, basse, chœurs (depuis 2005)
- Joe Letz - Batterie (Depuis 2007)
- Mikko Sirèn - batterie (depuis 2013)
- Andrea Marino - Claviers (Depuis 2021)
- Alice Lane - Basse  (Depuis 2021)

### Anciens membres
- Henka Johansson - batterie (2007-2008, 2021)
- Olsen Involtini – guitare rythmique (2005-2021)
- Margaux Bossieux – basse, chœurs  (2007-2021)

## Discographie

### Singles
- 2007 : New York City
- 2008 : Temptation / Face down / I have a dream
- 2014 : Eat You Alive
- 2018 : 1, 2, 3, 4 (farturing Ben Kowalewicz)
- 2018 : You Are So Beautiful
- 2019 : War
- 2021 : Freeze My Mind
- 2021: You Can't Run Away
- 2021: Always On My Mind (featuring Till Lindemann)

### Vidéos
- My World (le 2 août 2007 à 23h05 sur MTV Germany)
- New York City (le 20 septembre 2007 à 23h00 sur MTV Brand Neu)
- Eat you Alive (le 24 octobre 2014 sur "YouTube")
- 1, 2, 3, 4 (le 19 octobre 2018 sur "YouTube")
- You Are So Beautiful (le 30 novembre 2018 sur "YouTube").
- War (le 15 mars 2019 sur "YouTube")
- Freeze My Mind (le 27 aout 2021 sur "YouTube")
- You Can' t run Away (le 24 septembre 2021, sur YouTube)

## Bande originale
- My World (bande originale du film Resident Evil: Extinction)